# Europaparlamentsvalet i Slovakien 2009
Europaparlamentsvalet i Slovakien 2009 ägde rum lördagen den 6 juni 2009. Runt 4,3 miljoner personer var röstberättigade i valet om de tretton mandat som Slovakien hade tilldelats innan valet. I valet tillämpade landet ett valsystem med partilistor, d’Hondts metod och en spärr på 5 % för småpartier. Slovakien var inte uppdelat i några valkretsar, utan fungerade som en enda valkrets i valet.
Riktning – socialdemokrati var valets vinnare. Partiet erhöll över 32 procent av rösterna, vilket var en ökning med drygt 15 procentenheter jämfört med valet 2004 och därmed en fördubbling av röstantalet. Det innebar att partiet erhöll fem mandat, två fler än i valet 2004. Samtidigt tappade både Kristdemokratiska rörelsen och Folkpartiet röster. Kristdemokratiska rörelsen minskade med över fem procentenheter medan Folkpartiet minskade med över åtta procentenheter. Båda partierna tappade mandat; Kristdemokratiska rörelsen tappade ett mandat och Folkpartiet tappade två. Även Slovakiska demokratiska och kristliga unionen tappade ett mandat, trots att partiet erhöll ungefär samma väljarandel som i valet 2004.
Förutom socialdemokraterna, gick Slovakiska nationalistpartiet starkt fram i valet och vann sitt första mandat i Europaparlamentet. Partiet mer än fördubblade sitt valresultat jämfört med 2004.
Valdeltagandet ökade med ett par procentenheter till 19,64 procent. Därmed blev Slovakien åter den medlemsstat med lägst valdeltagandet i hela unionen. Europaparlamentet hade tillsatt extra mycket pengar till Slovakien för att framför allt nå ut med information om valet till ungdomar och andra grupper med låg röstbenägenhet i landet.

## Valresultat
|                                                                                               |          |  |          |        |
|                                                                                               | Andel    |  | Antal    | Mandat |
| Riktning – socialdemokrati                                                                    | 32,02 %  |  | 264 722  | 5      |
| Riktning – socialdemokrati                                                                    | +15,12 % |  | +146 187 | +2     |
| Slovakiska demokratiska och kristliga unionen                                                 | 16,98 %  |  | 140 426  | 2      |
| Slovakiska demokratiska och kristliga unionen                                                 | –0,12 %  |  | +20 472  | –1     |
| Ungerska koalitionens parti                                                                   | 11,34 %  |  | 93 750   | 2      |
| Ungerska koalitionens parti                                                                   | –1,91 %  |  | +823     | ±0     |
| Kristdemokratiska rörelsen                                                                    | 10,87 %  |  | 89 905   | 2      |
| Kristdemokratiska rörelsen                                                                    | –5,33 %  |  | –23 750  | –1     |
| Folkpartiet                                                                                   | 8,98 %   |  | 74 241   | 1      |
| Folkpartiet                                                                                   | –8,06 %  |  | –45 341  | –2     |
| Slovakiska nationalistpartiet                                                                 | 5,56 %   |  | 45 960   | 1      |
| Slovakiska nationalistpartiet                                                                 | +3,54 %  |  | +31 810  | +1     |
| Övriga partier och kandidater                                                                 | 14,25 %  |  | 117 778  | 0      |
| Övriga partier och kandidater                                                                 | –3,25 %  |  | –5 014   | ±0     |
| Ogiltiga och blanka röster                                                                    | 3,13 %   |  | 26 751   | 0      |
| Ogiltiga och blanka röster                                                                    | +1,32 %  |  | +13 838  | ±0     |
| Valdeltagande                                                                                 | 19,64 %  |  | 853 533  | 13     |
| Valdeltagande                                                                                 | +2,67 %  |  | +139 025 | –1     |
| Antal röstberättigade 4 345 773 06 EPP 05 S&D 01 ALDE 00 G/EFA 00 ECR 00 GUE/NGL 01 EFD 00 NI |          |  |          |        |